# 後藤和子
後藤 和子（ごとう かずこ、1954年 - ）は、日本の経済学者。摂南大学経済学部教授。文化経済学・文化政策・財政学が専門。博士（経済学）（京都大学、1998年）。ぐでたまが大好き。

## 略歴
- 1976年　京都大学理学部卒業
- 1995年　京都大学大学院経済学研究科修士課程修了
- 1998年　京都大学大学院経済学研究科博士課程修了、「財政システムにおける芸術・文化支援政策の形成と展開 :芸術・文化関係支出の歴史的・理論的研究」で博士(経済学)
- 1998年　埼玉大学経済学部助教授
- 2004年　埼玉大学経済学部教授
- 2004-2005年　エラスムス大学ロッテルダム（オランダ）客員教授（国際交流基金派遣フェローシップ）
- 2014年　摂南大学経済学部教授

## 学外活動
- 文化経済学会＜日本＞理事、学会誌『文化経済学』編集長(2007-)。
  - 文化経済学会＜日本＞会長(2010-2012)[1]
- 国際文化経済学会(ACEI)理事(2006-)
- その他、文化庁、東京都、千代田区、さいたま市、長崎県、三重県などで委員等を務める。

## 主要著作

### 単著
- 『芸術文化の公共政策』勁草書房、1998年。
- 『文化と都市の公共政策：創造的産業と新しい都市政策の構想』有斐閣、2005年。
- 『クリエイティブ産業の経済学 契約,著作権,税制のインセンティブ設計』有斐閣, 2013.4

### 編著
- 編『文化政策学：法・経済・マネジメント』有斐閣、2001年。
- 福原義春共編『市民活動論：持続可能で創造的な社会に向けて』有斐閣、2005年。
- 『文化経済学 理論と実際を学ぶ』勝浦正樹共編. 有斐閣, 2019.3

### 翻訳
- デヴィッド・スロスビー著、中谷武雄共監訳『文化経済学入門：創造性の探求から都市再生まで』日本経済新聞社、2002 年。
- チャールズ・ランドリー著、監訳『創造的都市―都市再生のための道具箱』日本評論社、2003年。
- デイヴィッド・スロスビー『文化政策の経済学』阪本崇共監訳. ミネルヴァ書房, 2014.9

## 関連研究者
- 池上惇・京都大学名誉教授（大学院指導教官）
- 植田和弘・京都大学教授（大学院指導教官）
- 佐々木雅幸・大阪市立大学教授
- 中谷武雄・京都橘大学